# Emas
Nacionalni park Emas (portuglaski: Parque Nacional das Emas, što doslovno znači "Nacionalni park nandua") je nacionalni park koji se nalazi podijeljen između središnjih brazilskih saveznih država Goiás i Mato Grosso do Sul. Čini ga 1.320 km² cerrado (portugalski za "zatvoreno") savana okruženih velikim plantažama soje.
Njegovi raznoliki tropski ekosustavi su jedni od najstarijih na svijetu. Naime, milijunima godina cerrado je služio kao sklonište (refugij) mnogim vrstama tijekom razdoblja klimatskih promjena, kada je bio presudan i za održavanje iznimne bioraznolikosti. Zbog toga je, zajedno s Nacionalnim parkom Chapada dos Veadeiros, upisan na UNESCO-ov popis mjesta svjetske baštine u Amerikama 2001. godine pod nazivom "Zaštićena područja cerrada".

## Odlike
Klima je prosječne temperature od 24-26°C, minimalnih temperatura od 4-8°C i najvišima od 40-42°C.
Stijene cerrada (kvarc s tragovima kristala) su neke od najstarijih na svijetu i jako su cijenjene u industriji i terapijama kristalima.
Vegetacija parka je izrazito raznolika sa savanama koje su ispresijecane sitnim šumama, palmama i grmovima. Tu se može naći 60% svih biljnih vrsta cerrada, kao što je 25 vrsta orhideja, palme babassu i jubaea chilensis, te copaíba i tahebo.
Od životinja u parku obitava 80% životinja cerrada kao što su mnoge ugrožene vrste: pampaški jelen (Ozotoceros bezoarticus), močvarni jelen (Blastocerus dichotomus), grivasti vuk (Chrysocyon brachyurus), šumski pas (Speothos venaticus) i jaguar; te druge vrste: divovski pasanac (Priodontes maximus), divovski mravojed (Myrmecophaga tridactyla), kapibara i tapiri. 
Od ptica tu se mogu pronaći mnoge savanske vrste kao što su ugrožene vrste: manji tinamu, patuljasti tinamu, žutoglava papiga (Alipiopsitta xanthops) i brazilski merganser (Mergus octosetaceus); te druge vrste: nandu, seriema, tapeti, zelenokljuni tukan (Ramphastos sulfuratus), crni jastreb (Spizaetus tyrannus), crni strvinar (Coragyps atratus) i kraljevski strvinar (Sarcoramphus papa).

## Vajske poveznice
- Conselho Consultivo do Parque Nacional das Emas  Arhivirana inačica izvorne stranice od 29. rujna 2007. (Wayback Machine) (port.)